# Droit eswatinien
Le droit eswatinien est le droit appliqué en Eswatini depuis l'indépendance du Royaume-Uni le 6 septembre 1968.

## Sources du droit

### Constitution
L'article 2 de la Constitution dispose qu'elle est la loi suprême de l'Eswatini, par conséquent, toute loi contraire à la Constitution doit être considérée comme nulle dans la mesure de son inconstitutionnalité.

### Droit international
Le pays appartient à la tradition dualiste, c'est-à-dire que le droit international et le droit interne sont deux ordres distincts, rendant nécessaire la transition en droit interne. 

### Législation
La législation désigne l'ensemble des lois votées par le Parlement et signées par le roi. Les lois subsidiaires sont les lois passées par les autres organes auxquels le Parlement a délégué un pouvoir législatif.
L'autorité législative suprême est investie, en Eswatini, dans le roi siégeant au Parlement (King-in-Parliament).

### Common law
La common law est appliquée en Eswatini. Il s'agit de normes non écrites et de nature non législatives, à l’exception du droit coutumier. L'article 252 de la Constitution dispose que les principes et règles qui forment, immédiatement après le 6 septembre 1968, les principes et les règles du droit romano-néerlandais tels qu'appliqués en Eswatini depuis le 22 février 1907, sont confirmés et doivent être appliqués et mis en œuvre comme common law de l'Eswatini sauf dans les cas où, et dans la mesure où, ces principes et règles sont contraires à la Constitution. 
La common law de l'Eswatini est donc principalement le droit romano-néerlandais appliqué au Transvaal le 22 février 1907.

### Précédents
Les précédents judiciaires font partie du droit eswatinien. Les décisions des cours supérieures sont contraignantes sur les cours inférieures. Les décisions des juridictions sud-africaines n'ont qu'une autorité persuasive, et les cours s'y réfèrent dans leurs décisions. Les décisions des juridictions similaires peuvent aussi être citées pour leur valeur persuasive. À l'inverse, les tribunaux de magistrats ne deviennent pas des précédents puisqu'il s'agit de juridictions inférieures. 

### Droit coutumier
Le droit coutumier de l'Eswatini est relativement homogène du fait qu'il y a peu de divisions claniques et tribales en Eswatini. Pour exister, une coutume doit être certaine, raisonnable, pratiquée par de nombreuses personnes, et être notoire. 
L'application du droit coutumier est prévu par l'article 252(1)(c) de la Constitution qui dispose que les principes de droit eswatinien et les coutumes doivent faire partie du droit eswatinien. L'article 252(3) dispose que les dispositions du sous-paragraphe 2 ne sont pas applicables aux coutumes dans la mesure où elles sont contraires aux dispositions de la constitution ou de la loi.

### Doctrine
La doctrine a une valeur persuasive pour les cours de l'Eswatini.

## Organisation juridictionnelle

### Cour suprême
La Cour suprême est établie par l’article 145 de la Constitution. Il s'agit de la plus haute juridiction de l'Eswatini. Elle prend connaissance des appels formés par les Cours inférieures.

### Haute Cour
L'article 150 établit la Haute Cour. La Constitution prévoit la création de division au sein de la Haute Cour. 
Elle a une juridiction originale en matière civile et pénale. Elle prend connaissance des appels interjetés depuis les juridictions inférieures.
L'Eswatini n'a pas de tribunal pour enfant spécialement dédiés aux mineurs. En revanche, la Haute Cour a une chambre spécialisée dans les affaires pour mineurs.

### Tribunaux des magistrats
Ils sont établis par le Magistrates Courts Act.

### Cours spécialisées

#### Tribunal industriel
Ils sont créés par l’Industrial Relations Act of 2000. Il a juridiction sur les relations industrielles et les relatons employeur-employé.

#### Cours nationales eswatiniennes
Les cours nationales eswatiniennes ont été établies par le Swazi Courts Act 80 de 1950. Elles ont juridiction sur les matières tombant dans le domaine du droit coutumier.

## Sources

## Compléments